# Ikuo Minewaki
Ikuo Minewaki (嶺脇 育夫), né le 28 mai 1967  à la préfecture d'Akita au Japon, est un homme d'affaires et producteur japonais. Très jeune, Minewaki a une grande passion pour la musique, la lecture et le cinéma. Étant depuis pas mal d'années Président et Chef de direction d'une des grandes maisons de disques Tower Records au Japon, il est en principe le fondateur de sa filiale T-Palette Records, label discographique créé en 2011 et destiné aux chanteuses / idoles japonaises.